# Friedrich von der Pahlen
Friedrich Alexander von der Pahlen (russisch Фёдор Петрович Пален / Fjodor Petrowitsch Pahlen; * 2. September 1780 in Mitau; † 8. Januarjul. / 20. Januar 1863greg. in Sankt Petersburg) (Freiherr, seit 1798 Graf) war ein russischer Diplomat, wirklicher Geheimer Rat, Mitglied des kaiserlich-russischen Staatsrates sowie Generalgouverneur von Neurussland.

## Leben
Friedrich war Angehöriger einer kurländischen Linie der Grafen von der Pahlen. Seine Eltern waren der russische Außenminister und Zarenattentäter Peter von der Pahlen (1745–1826) und Juliane, geborene op dem Hamme genannt Schoeppingk (1750–1814). Die russischen Generale der Kavallerie Peter von der Pahlen (1777–1864) und Paul von der Pahlen (1775–1834) waren seine Brüder.
Zunächst war er im russischen diplomatischen Dienst in Schweden, Frankreich und Großbritannien beschäftigt.
Im Jahr 1809 wurde er russischer Botschafter in den Vereinigten Staaten in Washington, D.C., ab 1811 in Brasilien in Rio de Janeiro, sowie im Anschluss von 1815 bis 1822 in Bayern in München. Später wurde er Generalgouverneur von Neurussland sowie „Namestnik“ von Bessarabien, wo er Michail Semjonowitsch Woronzow im Amt folgte. Er war auch ein Mitglied des kaiserlich-russischen Staatsrates. Während des Russisch-Türkischen Krieges von 1828–1829 diente er als Gouverneur der Donaufürstentümer, die von Russland als Reparationsleistung des Osmanischen Reiches verwaltet wurden. Sein offizieller Titel war der eines „Vollmächtigen Präsidenten des Diwan in Moldawien und der Walachei“ – in diesem Amt wurde er am 2. Februar 1829 von Peter Zheltukhin abgelöst.
In der jüdischen Geschichte wurde Friedrich von Pahlen bekannt, weil er in Odessa die erste säkulare jüdische Schule eröffnete.
Aus seiner 1830 mit Vera Tschernyschew (1808–1880) geschlossenen Ehe gingen fünf Kinder hervor. Seine jüngste Tochter Natalie (1842–1920), Hoffräulein der Kaiserin Maria Fjodorowna (1847–1928), war mit dem livländischen Landmarschall Fürst Paul von Lieven (1821–1881) vermählt.